# Землетрус в Уттаркаші (1991)
Землетрус в Уттаркаші 1991 року (також відомий як землетрус Гарвал) стався 20 жовтня о 02:53:16 за індійським стандартним часом (UTC+05:30) з моментною магнітудою 6,8 і максимальною інтенсивністю Меркаллі IX (сильний). Ця подія поштовху була зафіксована інструментально і сталася вздовж Головного центрального поштовху в регіонах Уттаркаші та Гарвал в індійському штаті Уттаракханд (тоді ще був частиною Уттар-Прадеш). Поштовхи високої інтенсивності призвели до загибелі щонайменше 768 людей і руйнування тисяч будинків.

## Тектонічна обстановка
Відділ Гарвал на півночі Індії, оточений річкою Тонс на заході та річкою Алакнанда на сході, розташований на межі Індійської та Євразійської тектонічних плит. У цьому регіоні Індійська плита рухається на північний схід зі швидкістю 5 сантиметрів на рік. Головний центральний насув є основною структурою, що простягається на північний захід і опускається на північ під кутом 30–40°. Розв’язки площини розлому з параметричних каталогів для подій 1991 та 1999 років показали розломи під низьким кутом насуву з різною кількістю рухів зсуву.

## Землетрус
Шість триосьових акселерометрів, які були в межах 60 км (37 миля) зафіксував подію, включаючи два блоки, які були поблизу проекції розлому на поверхні. Аналіз даних, записаних цими пристроями, виявив розподіл ковзання, вивільнення моменту з часом і розташування максимального ковзання. Механізм події був типовим для насувної системи Гімалаїв з максимальним ковзанням (1,5 м), що відбувається на захід і південний захід від гіпоцентру. Виділення енергії почалося повільно і досягло крещендо через чотири секунди після початку розриву.

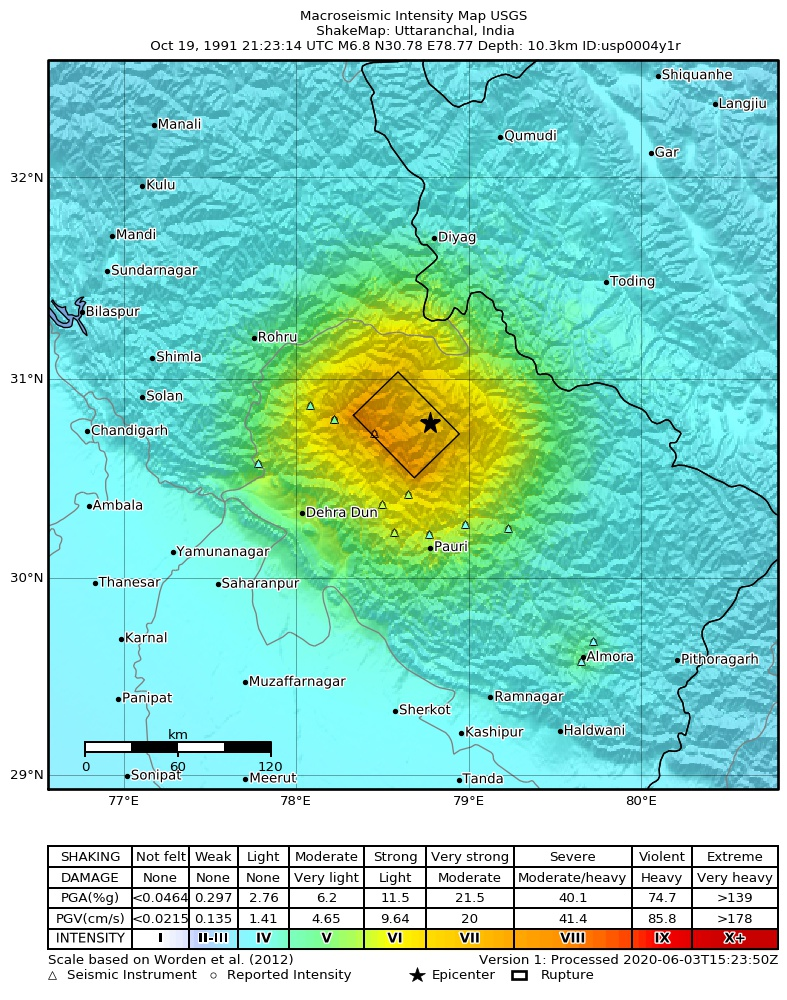
Карта землетрусу

### Пошкодження
Вчені з Індійського технологічного інституту Канпур (IITK) провели обстеження постраждалих районів у період з 27 жовтня по 4 листопада. Їхня робота показала, що понад 300 000 людей у 1294 селах постраждали від поштовху. Будинки з кам’яної кладки (які зазвичай підтримували важкі дахи) погано справлялися в районах, де відбувалися струси високої інтенсивності. Національний центр геофізичних даних Сполучених Штатів вказує, що 7500 будинків були пошкоджені, а ще 7500 були зруйновані, тоді як звіт IITK показує, що до 42 400 будинків були пошкоджені.
База даних EM-DAT Національного центру геофізичних даних Сполучених Штатів і Бельгійського центру дослідження епідеміології катастроф містить список 1500 смертельних випадків у результаті події, а EM-DAT також містить список 1383 поранених. Попереднє визначення епіцентрів Геологічної служби США та каталог Уцу свідчать про 2000 загиблих і 1800 поранених. 

## Подальше читання
- Thakur, V. C.; Sushil, K. (1994), Seismotectonics of the 20 October 1991 Uttarkashi earthquake in Garhwal, Himalaya, North India, Terra Nova, 6 (1): 90—94, Bibcode:1994TeNov...6...90T, doi:10.1111/j.1365-3121.1994.tb00637.x
- Valdiya, K. S. (1991), The Uttarkashi earthquake of 20 October: Implications and lessons, Current Science, 61 (12): 801—803, JSTOR 24095349